# Голубцова, Валерия Алексеевна
Вале́рия Алексе́евна Голубцо́ва (15 мая 1901, Нижний Новгород — 20 октября 1987, Москва) — советская учёная. Организатор науки, директор (ректор) Московского энергетического института с 1943 по 1952 год. Доктор технических наук, профессор.
Жена Георгия Максимилиановича Маленкова.

## Биография
В. А. Голубцова родилась в Нижнем Новгороде в семье преподавателя кадетского корпуса статского советника Алексея Александровича Голубцова (1852—1924) и Ольги Павловны Невзоровой, которая принадлежала к старинному дворянскому роду. Старшие сёстры матери были известными «сёстрами Невзоровыми» (Зинаида, Софья и Августина) — соратницами Ленина по марксистским кружкам ещё в 1890-е годы. Зинаида Невзорова в 1899 году вышла замуж за Г. М. Кржижановского, в 1920-х годах возглавившего Комиссию ГОЭЛРО.
В семье А. А. Голубцова воспитывалось пять детей: Людмила, Валерия, Роман, Вячеслав (впоследствии — профессор МЭИ, член-корреспондент АН СССР), Елена.
Валерия Алексеевна в 1917 году окончила в Нижнем Новгороде гимназию и затем библиотечные курсы. С 1920 года, во время Гражданской войны, работала библиотекарем на Туркестанском фронте, в агитпоезде кавалерийской бригады, комиссаром которой был Г. М. Маленков. В 1920 году вышла за него замуж (без официальной регистрации до конца жизни и с сохранением девичьей фамилии) и вступила в РКП(б).
После переезда в Москву в 1921 году Валерия Голубцова устраивается на работу в Орготдел ЦК и получает отдельную комнату в бывшей Лоскутной гостинице на Тверской улице — центре обитания московской коммунистической богемы. Муж поступил в МВТУ им. Баумана (супруги решили поочередно окончить институт). С 1928 по 1930 год работала нормировщицей на Московском заводе металлоламп.
В 1930 году по направлению партийной организации В. А. Голубцова поступила в Московский энергетический институт, где ещё студенткой заняла пост секретаря институтской организации ВКП(б). После окончания института (1934) работала инженером на заводе «Динамо» (до 1936 года).
В 1936 году поступила в аспирантуру МЭИ, но в 1938 году обучение в аспирантуре пришлось прервать в связи с рождением двух сыновей.
Во время Великой Отечественной войны, с 1941 по 1942 год, Валерия Алексеевна находилась с семьёй в эвакуации в Куйбышеве, где работала инструктором Куйбышевского обкома ВКП (б), ответственным за авиационную и электротехническую промышленность. За работу по вводу в строй быстрыми темпами эвакуируемых заводов, авральный монтаж и пуск предприятий, выполнение плана любой ценой Голубцова была награждена орденом Трудового Красного Знамени.
В 1942 году возвратилась в Москву. 3 июня 1943 года ассистент кафедры кабельной техники В. А. Голубцова была назначена директором Московского ордена Ленина энергетического института имени В. М. Молотова. Занимала пост директора (ректора вуза) до 4 января 1952 года.

### На посту ректора МЭИ

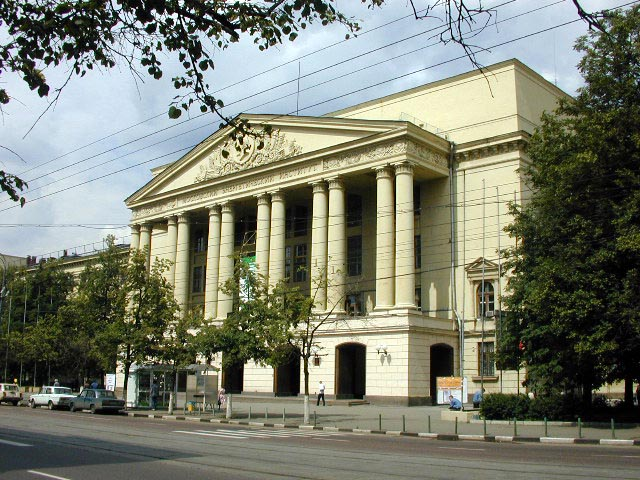
Московский энергетический институт (МЭИ)

Приступая к руководству МЭИ, В. А. Голубцова хорошо знала этот институт, поскольку сама окончила его в числе первых выпускников, затем училась в аспирантуре, в годы учёбы многократно избиралась в партийное бюро института. Она знала и профессорско-преподавательский состав, и партийный, комсомольский и профсоюзный актив, и традиции, и материальную базу института. В свою очередь, она была хорошо известна в кругах высшего партийного и государственного руководства страны, а также у руководства электро- и теплоэнергетической отрасли, среди которого были выпускники МЭИ А. С. Павленко, Д. Г. Жимерин, А. Петраковский. На ответственном посту ректора института В. А. Голубцова многое сделала для расширения института, повышения его научного потенциала, знавшие её по работе отмечали у неё умение видеть перспективу и умение организовать людей на решение поставленных задач.
По воспоминаниям Б. Е. Чертока о В. А. Голубцовой во время Великой Отечественной войны:

Она приняла всю ответственность на себя, отстранила от руководства растерявшегося директора, организовала в пределах возможного нормальную эвакуацию и затем продолжение учебной деятельности института на новом месте. <…> После войны Голубцова проявила на посту директора исключительную активность по строительству новых учебных корпусов, опытного завода, расширению лабораторно-исследовательской базы, строительству дворца культуры, общежития и жилых домов для профессуры и преподавателей. Во многом благодаря её энергии, соединённой с близостью к высшей власти страны, в районе Красноказарменной улицы вырос целый городок Московского энергетического института. <…> Бог щедро наделил её организаторским талантом. Свойственная женщинам чуткость помогла ей с минимумом противоречий соединять усилия всех учёных института. Во всяком случае, солидная профессура МЭИ поддерживала директора во всех её деяниях.

Высокую оценку работе В. А. Голубцовой на посту ректора дали её коллеги — профессор Р. Г. Романов:

Место Валерии Алексеевны — в ряду виднейших деятелей МЭИ.

По моему мнению, после инициатора создания МЭИ К. А. Круга, на втором месте по значимости, по весомости всей её ежедневной работы стоит Валерия Алексеевна Голубцова.— МЭИ: история, люди, годы: сборник воспоминаний. В 3 томах. М.: Издательский дом МЭИ, 2010. Т. 1, стр. 316
профессор А. Н. Старостин:

Я увидел в ней не только красивую интеллигентную женщину, учёного, руководителя, но и любящую мать, для которой успехи и счастье детей — самое главное в жизни— МЭИ: история, люди, годы: сборник воспоминаний. В 3 томах. М.: Издательский дом МЭИ, 2010. Т. 3, стр. 166
Академик А. Е. Шейндлин:

Эта женщина, если быть объективным, действительно много сделала для превращения МЭИ в первоклассное высшее учебное заведение— Воспоминания старого академика. Москва. Наука. 2001
Показательна позиция В. А. Голубцовой при приёме на работу в МЭИ И. М. Тетельбаума:

Ректор МЭИ В. А. Голубцова поступила исключительно смело и порядочно. Просмотрев документы и основные работы Ильи Марковича и поговорив с ним, она в разгар «дела врачей» и борьбы с «космополитизмом» дала распоряжение начальнику отдела кадров МЭИ принять данного работника под её личную ответственность.— МЭИ: история, люди, годы: сборник воспоминаний. В 3 томах. М.: Издательский дом МЭИ, 2010. Т. 3, стр. 298
В. А. Голубцова находила возможность и заботилась о быте студентов. Из воспоминаний студентов этого времени:

Валерия Алексеевна старалась делать всё возможное, чтобы помочь малоимущим студентам, а выпускника Калину буквально одела с ног до головы, отправляя после защиты диплома в распоряжение управления «Алтайэнерго».

Профессор А. Л. Зиновьев вспоминал:

Валерия Алексеевна постоянно находила возможности оказывать конкретную адресную помощь особо нуждающимся в ней. И всегда «сначала было слово», доброе слово…
— МЭИ: история, люди, годы: сборник воспоминаний. В 3 томах. М.: Издательский дом МЭИ, 2010. Т. 1, стр. 433
В то же время, в мемуарах Р. Х. Кузнецовой, жены директора ИИЕТ И. В. Кузнецова, отмечается явно, по её мнению, выраженный антисемитизм Голубцовой.
В 1944 году вышло постановление Совнаркома СССР о развитии Московского энергетического института — общесоюзной базы подготовки инженеров-энергетиков. Валерия Алексеевна взялась за выполнение решения правительства со свойственной ей энергией и настойчивостью. В короткое время добилась необходимых средств и материалов для строительства главного здания МЭИ — дома № 17. Силами строительного батальона при активном участии студентов и сотрудников были построены корпуса «Б», «В», «Г», «Д» дома № 17, ряд корпусов на территории студенческого общежития, все красные кирпичные дома по Энергетической улице. В условиях военных действий такое строительство было практически невозможным, так как каждый строитель был на счету, однако Валерии Алексеевне это удалось. Именно она смогла решить вопрос о передаче МЭИ двух зданий: большого 8-этажного дома № 13, построенного в 1928—1930 годах по проекту коллектива отечественных авторов, и дома № 14, где до 1944 года находился штаб партизанского движения в Великой Отечественной войне. Позже дом № 14 был достроен.
Весной 1945 года В. А. Голубцова, имевшая звание майора, побывала в только что взятой Вене с целью получить для МЭИ испытательный стенд и измерительное оборудование, находившиеся на подлежавшем демонтажу электрическом предприятии Allgemeine Electrische Gesellschaft (AEG).
В. А. Голубцова лично курировала отдел научно-исследовательских работ МЭИ, управление капитального строительства, студенческий городок, учебное управление. Она отбирала у наркомов, по её словам, «нахватавших в Германии трофейного оборудования», то, что нужно для оснащения МЭИ.
При участии и помощи Валерии Алексеевны в МЭИ была построена единственная в СССР учебно-экспериментальная теплоэлектроцентраль — ТЭЦ МЭИ мощностью 12 МВт, введённая в действие в 1951 году. Добилась выделения МЭИ территории для сооружения домов отдыха под Москвой и в Крыму, в Алупке, а когда дом отдыха в Алупке был у МЭИ изъят и преобразован в туберкулёзный санаторий ВЦСПС, она настояла на компенсации, и МЭИ был выделен участок для строительства спортлагеря в Крыму, в районе Алушты, который впоследствии стал культовым местом отдыха студентов МЭИ.
В. А. Голубцова активно помогала сотрудникам в тяжёлые моменты их жизни: для многих «выбила» рабочие карточки, путёвки в санаторий. Она не отчислила из МЭИ за задолженность Б. Е. Чертока (в будущем — видного деятеля советской ракетно-космической отрасли), а В. А. Котельникова (позже стал выдающимся радиофизиком) прикрыла от министра госбезопасности В. С. Абакумова. Среди личных выдвиженцев Голубцовой — выпускники МЭИ академики В. А. Котельников, Б. Е. Черток, В. А. Кириллин, А. Е. Шейндлин, А. Ф. Богомолов, десятки профессоров.

### Последние годы жизни
В 1952 году после тяжёлого заболевания была вынуждена оставить пост ректора, занялась научной работой. С 1953 года — заместитель директора Института истории естествознания и техники. В 1955 году защитила докторскую диссертацию по истории развития кабельной техники в СССР, тогда же ей было присвоено учёное звание профессора по кафедре общей электротехники.
В. А. Голубцова выдвинула идею издания и стала главным редактором капитальной двухтомной «Истории энергетической техники в СССР» (1957).
После снятия мужа со всех партийно-государственных постов, в 1957 году, последовала за ним в ссылку в Усть-Каменогорск, позже в Экибастуз. После смерти свекрови в 1968 году вместе с мужем переехали в посёлок Удельная в Подмосковье, в её дом, который был спроектирован самой В. А. Голубцовой. В 1971 году ей была назначена персональная пенсия союзного значения.
С 1973 года проживали с мужем в Москве, на 2-й Синичкиной улице, в двухкомнатной квартире. В 1980 году по распоряжению Ю. В. Андропова им была предоставлена двухкомнатная квартира на Фрунзенской набережной, где супруги провели последние годы своей жизни.

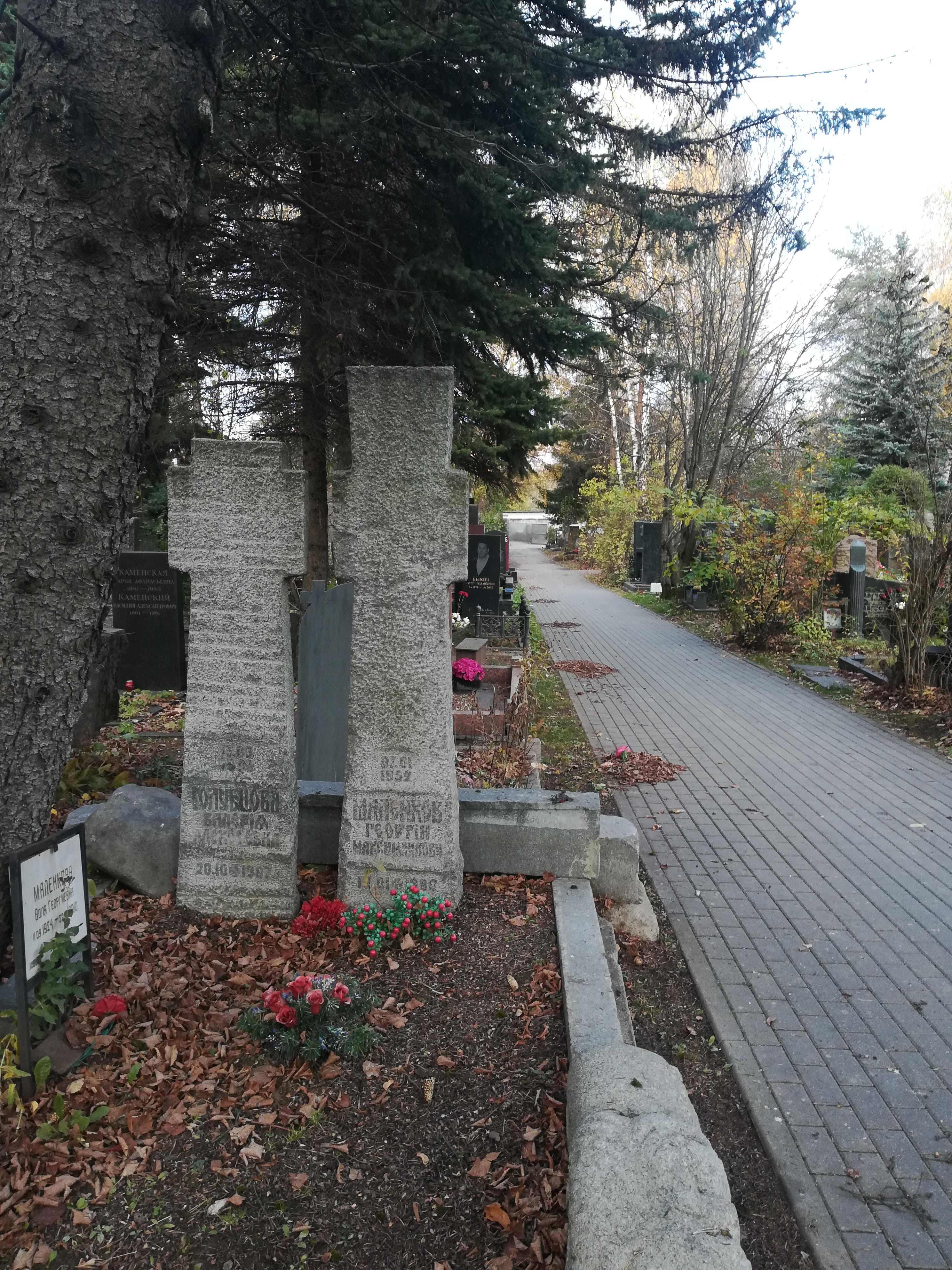
Могила супругов Г. Маленкова и В. Голубцовой на Кунцевском кладбище

Похоронена с мужем на Кунцевском кладбище Москвы.

## Семья
Муж, Георгий Максимилианович Маленков — советский государственный и партийный деятель, соратник Сталина. Председатель Совета Министров СССР. Герой Социалистического Труда.
У них было трое детей, которые выбрали для себя различные специальности и все стали профессорами.
Дети:
- Воля (Валентина) Георгиевна Маленкова (1924—2010) — архитектор. Профессор Московского художественного (Строгановского) института[18]. Первый муж — Владимир Шамберг. Сын от этого брака — Сергей (1946—2010). Второй муж — Александр Владимирович Степанов, архитектор, академик РААСН . Вместе со своим сыном от второго брака художником Петром Александровичем Степановым (1953—2014) Воля Георгиевна Маленкова принимала участие в строительстве храма Георгия Победоносца в подмосковном селе Семёновское.
- Андрей Георгиевич Маленков (29 мая 1937 — 7 июля 2024) — доктор биологических наук, профессор, специалист в области биофизики; автор книги воспоминаний «О моём отце Георгии Маленкове».
- Георгий Георгиевич Маленков (род. 20 октября 1938 года) — доктор химических наук, профессор, член редколлегии журнала «Структурная химия»[19].

Внуки:
- Дарья Андреевна Маленкова — директор по маркетингу в фирме, связанной с продуктами питания.
- Егор Андреевич Маленков — столяр-реставратор, занимается восстановлением внутреннего убранства церквей. С его участием восстановлены 10 храмов.
- Дмитрий Андреевич Маленков — кардиохирург в центре сердечно-сосудистой хирургии им. А. Н. Бакулева Минздрава России.
- Анастасия Андреевна Маленкова — преподаватель в Институте стран Азии и Африки МГУ имени М. В. Ломоносова.

## Награды
- орден Трудового Красного Знамени (1944) — за выполнение важных работ для фронта, серийный выпуск новой электротехники и выполнение важных специальных заданий правительства[8].
- орден Красной Звезды (1945) — за работу по восстановлению института в военное время
- медали СССР.

## Интересные факты из биографии
В. А. Голубцова была одной из самых влиятельных женщин в послевоенной Москве. Одно её слово, и её институт, МЭИ, получал всё, что хотел: московские прописки, жильё для преподавателей, вывезенные по репарации приборы из Германии. Даже трамвайные линии по её указанию подвели к самому учебному корпусу.
В МЭИ с конца 1940-х годов для студентов, в отличие от других ВУЗов, кроме воскресного дня, был дополнительный свободный день для самостоятельных занятий, о важности которого писала В. А. Голубцова: «Необходимо… предоставить студенту от одного до двух дней в неделю, свободных от обязательного посещения института, в зависимости от курса, что должно повлечь за собой повышение требований к студенту при проверке его знаний на экзаменах».

## Публикации
- Голубцова В. А. История и перспективы развития электроизоляционных материалов. — М.: Госэнергоиздат, 1957. — 78 с.
- Голубцова В. А. Вопросы подготовки инженерных кадров для энергетики. // Журнал Электричество, 1946 г. № 4. с. 3.